# Carlencas-et-Levas
Carlencas-et-Levas település Franciaországban, Hérault megyében. Lakosainak száma 115 fő (2022. január 1.). Carlencas-et-Levas Bédarieux, Brenas, Pézènes-les-Mines, La Tour-sur-Orb és Lunas-les-Châteaux községekkel határos.

## Népesség
A település népességének változása:
| Lakosok száma | 49   | 68   | 87   | 113  | 127  | 128  | 130  | 128  | 126  | 115  |
|               | 1968 | 1982 | 1990 | 2006 | 2013 | 2015 | 2017 | 2019 | 2020 | 2022 |

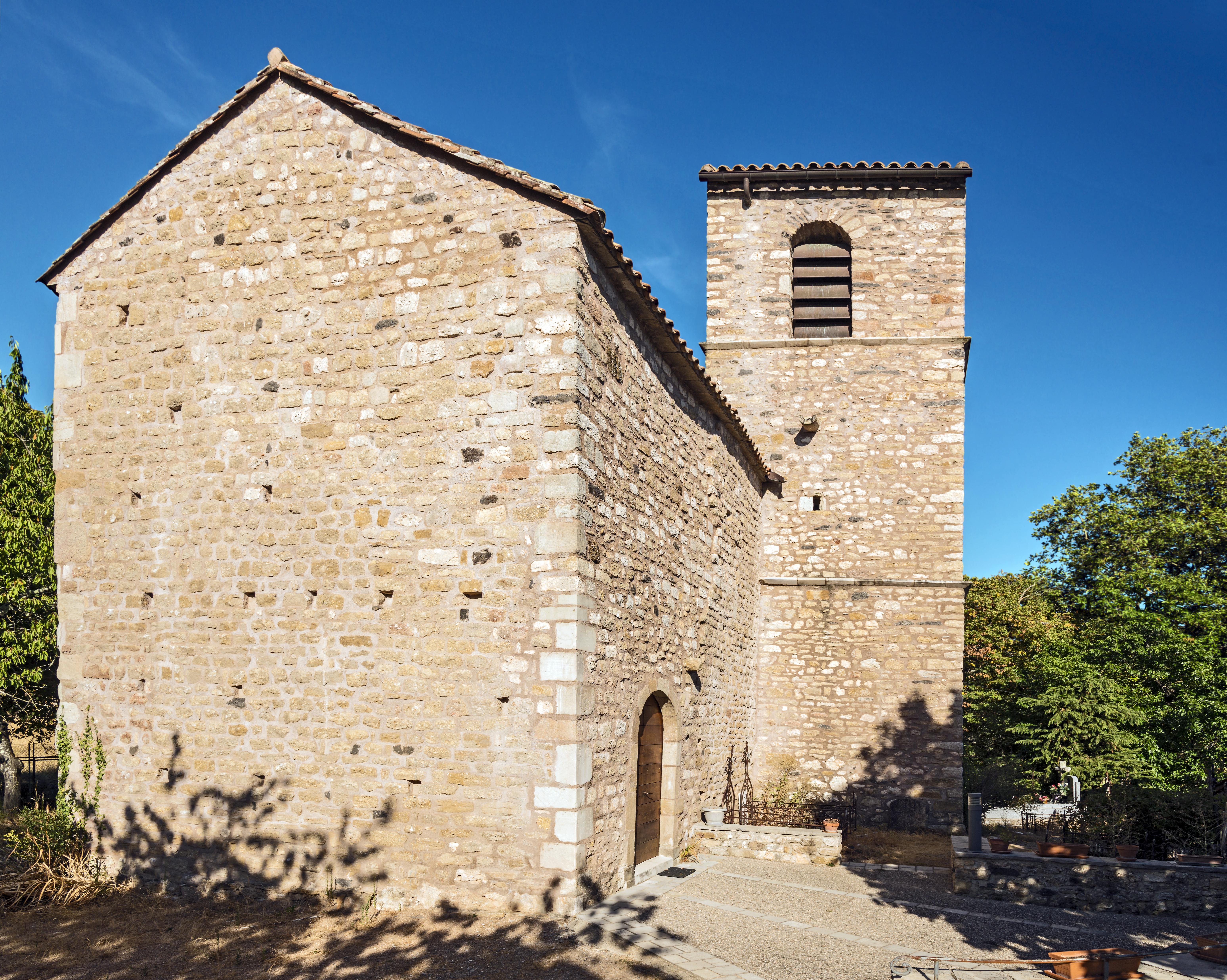
Levas kápolnája
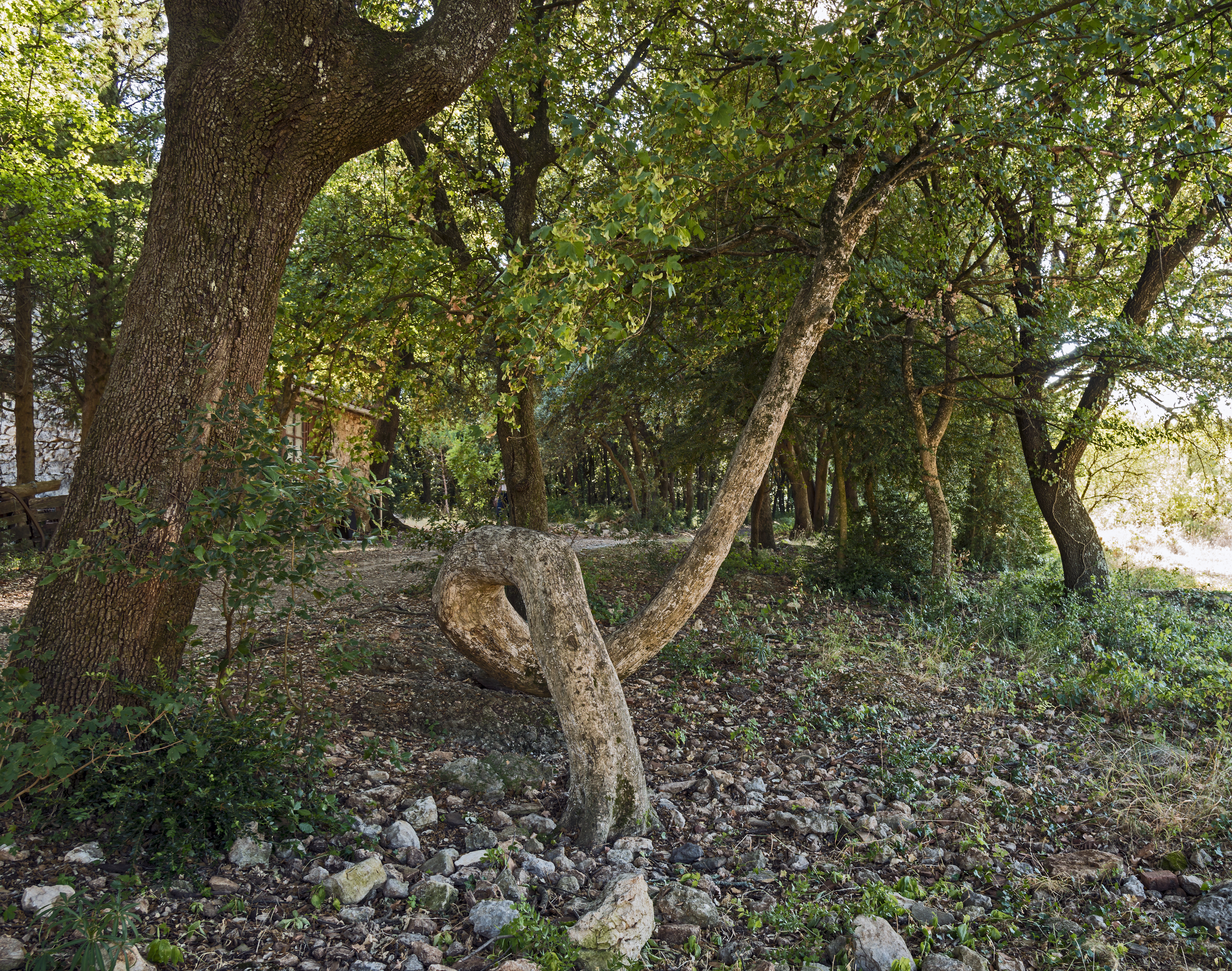
A kápolna melletti fák